# Torpille K745 Blue Shark
La torpille K745 Blue Shark (en hangeul : 청상어 경어뢰) est une torpille anti-sous-marine légère, développée en 2004 pour la marine de la république de Corée. La torpille Blue Shark peut être déployée à partir de navires de surface, d’hélicoptères anti-sous-marins et d’avions de patrouille maritime. Le coût de production de chaque torpille est d’environ 1 000 000 000 wons coréens.
Les torpilles Blue Shark équipent les frégates de classe Incheon (FFX). Elles sont exportées aux Philippines dans le cadre du processus d’acquisition des frégates de classe Jose Rizal,.

## Variantes
Une variante améliorée, la torpille légère 2, est développée par LIG Nex1. Les nouvelles capacités comprennent une plus longue portée et une moindre vulnérabilité aux leurres.

## Opérateurs
- Philippines : Marine philippine[5],[7]
- Corée du Sud : Marine de la république de Corée